# Lihapiirakka
A lihapiirakka (finnül szó szerinti jelentése "húsos lepény") egy Finnországban népszerű étel, mely jellemzően nagyobb üzletekben vagy utcai gyorsétkezdékben található meg. A kelt tésztában fűszerezett vagdalthús és főtt rizs keveréke található, melyet olajban sütnek ki. A boltokban kapható változat általában készre van sütve, és elegendő mikrohullámú sütőben újramelegíteni.